# Torsten Kühnemund
Torsten Kühnemund (* 28. Juli 1964 in Lutherstadt Wittenberg) ist ein ehemaliger deutscher Degenfechter. Er nahm 1988 für die Deutsche Demokratische Republik an den Olympischen Spielen teil. Er startete in seiner aktiven Zeit für den ASK Vorwärts Potsdam.

## Karriere
Er nahm an den Olympischen Sommerspielen 1988 in Seoul teil und verpasste mit dem fünften Platz im Einzelwettbewerb eine Medaille.